# Neuseeländische Badmintonmeisterschaft 1936
Die Neuseeländische Badmintonmeisterschaft 1936 fand in New Plymouth statt. Es war die zehnte Austragung der Badmintonmeisterschaften von Neuseeland. 	

## Titelträger
| Disziplin    | Sieger                        |
| ------------ | ----------------------------- |
| Herreneinzel | Phil Hawksworth               |
| Dameneinzel  | Muriel Edmondson              |
| Herrendoppel | Phil Hawksworth G. A. Pearce  |
| Damendoppel  | J. E. Ramsay Mary Wade        |
| Mixed        | Phil Hawksworth Nancy Fleming |